# Station Yodo
Station Yodo (淀駅, Yodo-eki) is een spoorwegstation in de wijk Fushimi-ku in de Japanse stad  Kyoto. Het wordt aangedaan door de Keihan-lijn. Het station heeft in totaal vier sporen (waarvan drie in gebruik) gelegen aan twee eilandperrons. Vanwege het belang van de nabijgelegen renbaan, wordt op wedstrijden naast de naam 'Yodo' ook 'Yodo-renbaan' (京都競馬場, Kyōto-Keibajō) omgeroepen.
In 2009 begon men met een verbouwing van het station om de reizigers een betere verbinding met de renbaan te geven: het station werd verhoogd tot boven het maaiveld en zou vier sporen aan twee eilandperrons krijgen. In 2011 is het nieuwe, verhoogde station opgeleverd. Naar verwachting is het station in juli 2013 gereed.

## Treindienst

### Keihan-lijn
| 2   | ■ Keihan-lijn | richting Chūshojima, Sanjō en Demachiyanagi                |
| 3,4 | ■ Keihan-lijn | richting Hirakatashi, Kyōbashi, Yodoyabashi en Nakanoshima |

## Geschiedenis
Het station werd in 1910 geopend.

## Stationsomgeving
- Kioto-renbaan
  - Kentucky Fried Chicken
  - MOS Burger
- Yodo-rivier
- Ruïnes van het Kasteel Yodo
- 7-Eleven
- Sunkus